# Ido von Reden
Ido von Reden (ur. ok. 1865 koło Hanoweru, zm. 2 października 1912 we Lwowie) – niemiecki baron, dyplomata.

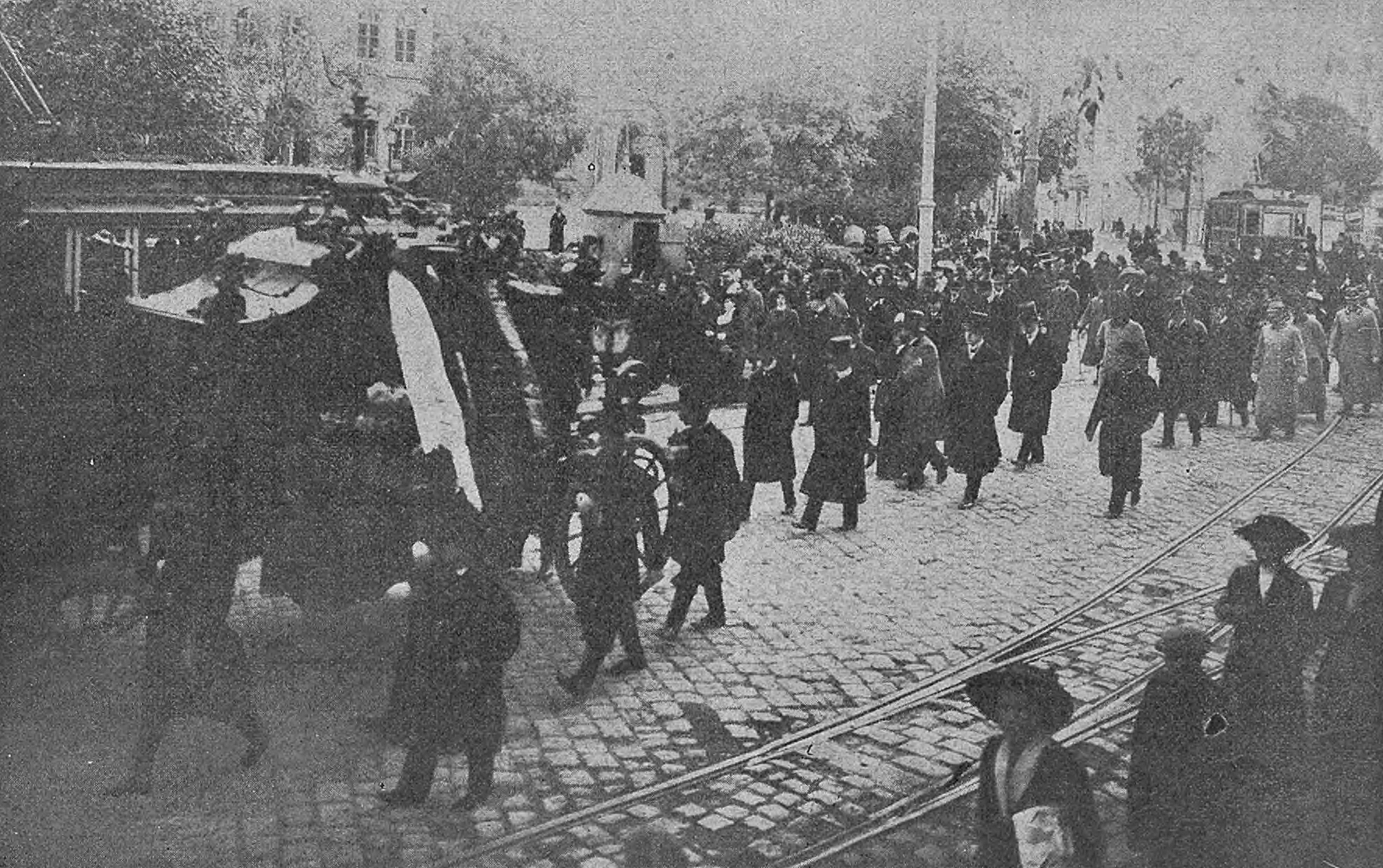
Pogrzeb Idona von Redena we Lwowie

## Życiorys
Ido von Reden (według innej wersji Karol Ido von Reden) urodził się około 1865 na zamku Frankfurt koło Hanoweru u schyłku istnienia Królestwa Hanoweru. Posiadał tytuł barona.
Po wstąpieniu do służby państwowej Cesarstwa Niemieckiego początkowo był urzędnikiem oddziału kolonialnego Ministerstwa Spraw Zagranicznych w Berlinie. W 1896 w charakterze sędziego okręgowego został skierowany do Afryki Wschodniej i pracował tam przez trzy lata. Następnie został przydzielony służby konsularnej w Londynie w randze wicekonsula. Stamtąd w 1903 został przeniesiony został do St. Louis w Stanach Zjednoczonych, gdzie powierzono mu specjalnie zastępstwo interesów niemieckich w trakcie trwającej Wystawy Światowej 1904. Po dwóch latach został konsulem w Mediolanie, pracując tam również podczas Wystawy Powszechnej z 1906. Potem był skierowany do Ruszczuku w Bułgarii, skąd po krótkim pobycie w 1907 został przeniesiony do Lwowa na stanowisko konsula. W ostatnim okresie życia Reden otrzymał wysokie odznaczenie niemieckie.
2 października 1912 około godz. 11 konsul wezwał sekretarza konsulatu niemieckiego z ul. Chmielowskiego do swojego mieszkania w wilii przy ul. 29 listopada 71. Ten zastał na miejscu postrzelonych w głowę konsula oraz kobietę. Reden był już martwy, natomiast żyjąca jeszcze kobieta została przewieziona do szpitala, gdzie wkrótce zmarła. W pozostawionym liście konsul wyjaśnił, że zdarzenie miało zostać zrealizowane za obopólną zgodą obojga. Jak wykazały ustalenia śledczych, Reden najpierw postrzelił kobietę, a następnie wezwał urzędnika, położył się do łóżka i strzelił sobie w skroń. Użył rewolweru typu browning. Z treści listu konsula wywnioskowano, że powodem do popełnienia samobójstwa był „przesyt życia”.
Reden był kawalerem. Od dwóch tygodni przez śmiercią chorował na zapalenie ślepej kiszki. Dzień przed dramatem decyzją w Berlinie został powołany na wyższe stanowisko w Addis Abebie w środkowoafrykańskiej Abisynii, gdzie miał objąć urząd posła. Zmarłą kobietą była Elżbieta Thürschke (wzgl. Thirschke lub Pirschke), licząca około 24 lata córka urzędnika z Charlottenburga. Przybyła ona do Redena we Lwowie kilka tygodni wcześniej. Według kolportowanej wersji impulsem do targnięcia się na życie mógł być fakt, że oboje nie mogli się pobrać.